# 赤石乡 (宜章县)
赤石乡为湖南省宜章县下辖乡。2012年4月宜章县乡级区划调整时，自原新华乡成建制划入3个行政村。全乡辖辖17个行政村，总面积86.5平方公里，总人口2.32万人。

## 行政区域
- 2012年4月，原新华乡撤销，自新华乡成建制划入汇溪、南塘门、巩桥共计3个行政村。
- 2012年4月区划调整前，行政区划代码431022212；下辖里曹田村、下涟村、白水村、栗坪村、赤石村、平光村、下欧村、渔溪村、白清村、三合村、五四村、广江村、长城岭村、塘背村共计14个行政村。